# Катастрофа трамвая в Загребе 31 октября 1954 года
Катастрофа трамвая в Загребе 31 октября 1954 года — трагедия, произошедшая 31 октября 1954 года в Загребе, Хорватия, на дороге Мирогой, крутой дороге, ведущей от улицы Медвешчака к кладбищу Мирогой. Трамвай потерял управление во время спуска и разбился, в результате чего погибли 19 пассажиров, а 37 получили ранения, что сделало эту аварию одной из самых страшных трамвайных аварий в мире.

## События
Это была не первая трамвайная авария на дороге Мирогой. Несколько трамваев сошли с рельсов ещё ранее. В 1952 году погибло семь человек.
В 8:30 утра трамвай М-24 выехал из гаража № 21, направляясь по линии 13, которая в то время соединяла Мирогой и улицу Шоштаричева (в нескольких сотнях метров к востоку от площади Елачича). Трамвай ехал под гору от Мирогоя к перекрёстку Гупчева Звиезда. Около 60 человек сели в трамвай в Мирогое, съездив на кладбище в рамках подготовки к Дню всех святых. Водитель отпустил стояночный тормоз и начал спускаться с холма. Достигнув первого поворота, он попытался применить рельсовый тормоз, но безуспешно. Затем он использовал аварийный тормоз, который выбрасывает песок на рельсы для увеличения трения, но трамвай ехал слишком быстро, чтобы остановиться. Он продолжал набирать скорость до последнего поворота, около Гупчева Звиезда, где он сошёл с рельсов и перевернулся. После этого он ещё проехал 40 м, вырвав с корнем и утащив за собой несколько деревьев, прежде чем врезался в уличный фонарь. Скорость трамвая оценивалась в 80 км/ч, что в пять раз превышало ограничение скорости.
Люди, ожидавшие трамвай на ближайшей остановке, оказывали первую помощь вместе с врачами и медсёстрами из близлежащей больницы, в то время как остановившиеся автомобили и водители такси отвозили пострадавших в больницы. Отделение переливания крови в то время не работало по воскресеньям, но открылось для приёма пассажиров трамвая.
В ходе последующего расследования было обнаружено, что трамвай попал в другую аварию ранее в тот же день, где он врезался в конный экипаж, но позже продолжил движение в сторону Мирогоя. На дороге Мирогоя было обнаружено меньшее, чем ожидалось, количество песка, что могло быть связано с предыдущей аварией.
В результате аварии движение трамваев было приостановлено на неопределённый срок по дороге Мирогоя. Оно было возобновлено в 1964 году, на этот раз трамваи были оснащены четырьмя типами тормозов, и снова приостановлено 15 мая 1967 года для замены автобусами. Рельсы были демонтированы в 1970-х годах.